# Hybridmaster
Hybridmaster is een runderras dat omstreeks 1970 in Oklahoma, VS, ontwikkeld werd door Joe Grose.

## Kenmerken
Hybridmasters zijn geselecteerd op melkproductie, vruchtbaarheid, levensverwachting en groei en kunnen tevens als grote grazer ingezet worden.
Het ras is ontstaan uit een kruising van veel verschillende runderrassen. Dit ziet er als volgt uit:
- 50% Aberdeen Angus
- 25% Brown Swiss
- 6.25% Brahman
- 6.25% Simmental
- 6.25% Gaur
- 6.25% Bizon.